# Bambasův dub
Bambasův dub je památný strom na louce u bývalého zámečku Spiegel u silnice nedaleko Arnoltova v okrese Sokolov v Karlovarském kraji na severozápadní hranici CHKO Slavkovský les. Solitérní dub letní (Quercus robur) má měřený obvod 470 cm, výšku 30,5 m (měření 2003) a odhadovaný věk je 300 let. Za památný byl vyhlášen v roce 1994 pro svůj věk, vzrůst, estetickou hodnotu a jako krajinná dominanta.
Je zároveň uveden na seznamu významných stromů Lesů České republiky.

## Stromy v okolí
- Lípa v Arnoltově
- Javory v Arnoltově
- Kleny v Kostelní Bříze
- Lípy u Vondrů
- Lípa u kostela (Kostelní Bříza)
- Lípa v Kostelní Bříze